# Sonora straminea
Sonora straminea — вид змій родини полозових (Colubridae). Мешкає в США і Мексиці.

## Опис
Загальна довжина становить 23—25 см. Голова та морда сплощені, рот відкривається з черевної сторони. Тулуб стрункий з гладенькою, переливчастою лускою. Основний колір тулуба кремовий або жовтий з чорними або темно-коричневими поперечними смугами уздовж спини. Тулуб поміж смугами часто буває червонуватим.

## Поширення і екологія
Sonora straminea мешкають в мексиканських штатах Баха-Каліфорнія-Сур, Сіналоа та Сонора. Вони живуть у піщаних, піщано-гравійних та глинистих пустелях, зокрема в пустеля Сонора, серед дюн, в арройо (сухих руслах річок), в колючих чагарникових та кактусових заростях, на скелястих схилах пагорбів. Віддають перевагу піщаним рівнинами, де змії мовби «пливуть» у піску, зрідка виходячи на поверхню. Активні вночі. Живляться комахами, багатоніжками та скорпіонами. Відкладають яйця, в кладці 2-4 яйця.